# Дитерсхајм
Дитерсхајм (њем. Dietersheim) општина је у њемачкој савезној држави Баварска. Једно је од 38 општинских средишта округа Нојштат ан дер Ајш-Бад Виндсхајм. Према процјени из 2010. у општини је живјело 2.133 становника. Посједује регионалну шифру (AGS) 9575119.

## Географски и демографски подаци
Дитерсхајм се налази у савезној држави Баварска у округу Нојштат ан дер Ајш-Бад Виндсхајм. Општина се налази на надморској висини од 301 метра. Површина општине износи 31,2 km². У самом мјесту је, према процјени из 2010. године, живјело 2.133 становника. Просјечна густина становништва износи 68 становника/km².